# São Sebastião da Amoreira
São Sebastião da Amoreira is een gemeente in de Braziliaanse deelstaat Paraná. De gemeente telt 9.012 inwoners (schatting 2009).

## Aangrenzende gemeenten
De gemeente grenst aan Assaí, Nova América da Colina, Nova Fátima, Nova Santa Bárbara, Santo Antônio do Paraíso en Santa Cecília do Pavão.